# Kbc 8 뉴스
《kbc 8 뉴스》는 kbc TV에서 매주 월요일 ~ 목요일 오후 8시 30분, 금요일 오후 8시 20분, 토요일 오후 8시 15분, 일요일 오후 8시 25분에 방송 중인 광주 전남 지역 메인 뉴스 프로그램이다.

## 개요
kbc 8시 뉴스로 읽는다.

## 앵커
| 대수 | 진행자 | 진행자 | 진행 기간                               | 비고 |
| 대수 | 남성   | 여성   | 진행 기간                               | 비고 |
| ---- | ------ | ------ | --------------------------------------- | ---- |
| 1대  | 오경환 | 임수미 | 일자 미상 ~ 2004년 2월 27일             |      |
| 2대  | 신선호 | 빈칸   | 2004년 3월 1일 ~ 2006년 12월 29일       |      |
| 3대  | 제창주 | 빈칸   | 2007년 1월 1일 ~ 2007년 7월 20일        |      |
| 4대  | 제창주 | 김지형 | 2007년 7월 23일 ~ 2011년 7월 29일       |      |
| 5대  | 김학실 | 김지형 | 2011년 8월 1일 ~ 2012년 3월 30일        |      |
| 6대  | 엄주원 | 김지형 | 2012년 4월 2일 ~ 2012년 11월 9일        |      |
| 7대  | 엄주원 | 윤보리 | 2012년 11월 12일 ~ 2014년 시기 미상     |      |
| 8대  | 이형길 | 빙나리 | 2014년 시기 미상 ~ 2015년 2월 일자 미상 |      |
| 9대  | 엄주원 | 김지효 | 2015년 2월 ~ 2015년 5월                 |      |
| 10대 | 엄주원 | 제현영 | 2015년 시기 미상 ~ 2016년 3월 25일      |      |
| 11대 | 이상신 | 제현영 | 2016년 3월 28일 ~ 2016년 일자 미상      |      |
| 12대 | 정재영 | 제현영 | 2016년 일자 미상 ~ 2017년 일자 미상     |      |
| 13대 | 이정섭 | 장수정 | 2017년 일자 미상 ~ 2018년 3월 30일      |      |
| 14대 | 신익환 | 장수정 | 2018년 4월 2일 ~ 2019년 일자 미상       |      |
| 15대 | 신익환 | 강민경 | 일자 미상 ~ 2019년 6월 7일              |      |
| 16대 | 신익환 | 장예진 | 2019년 6월 10일 ~ 2019년 10월 11일      |      |
| 17대 | 이인수 | 장예진 | 2019년 10월 14일 ~ 2020년 2월 21일      |      |
| 18대 | 이인수 | 강민경 | 2020년 2월 24일 ~ 2021년 9월 15일       |      |
| 19대 | 정채운 | 강민경 | 2021년 9월 16일 ~ 2021년 9월 24일       |      |
| 20대 | 정채운 | 김다현 | 2021년 9월 27일 ~ 2022년 2월 25일       |      |
| 21대 | 정채운 | 신재은 | 2022년 2월 28일 ~ 2023년 3월 10일       |      |
| 22대 | 정채운 | 임하늘 | 2023년 3월 13일 ~ 2023년 8월 11일       |      |
| 임시 | 빈칸   | 임하늘 | 2023년 8월 17일 ~ 2023년 9월 15일       |      |
| 23대 | 임늘솔 | 임하늘 | 2023년 9월 18일 ~ 2024년 5월 31일       |      |
| 24대 | 빈칸   | 임하늘 | 2024년 6월 3일 ~ 2024년 7월 4일         |      |
| 임시 | 최창은 | 빈칸   | 2024년 7월 5일 ~ 2024년 7월 10일        |      |
| 25대 | 황인찬 | 빈칸   | 2024년 7월 11일 ~ 2025년 1월 17일       |      |
| 26대 | 최창은 | 빈칸   | 2025년 1월 20일 ~ 2025년 5월 2일        |      |
| 27대 | 강희찬 | 강민지 | 2025년 5월 5일 ~ 현재                   |      |

## 한국 수어 통역사
- 공미현 수어사
- 이현정 수어사
- 최연서 수어사
- 심은경 수어사

## 타이틀 변천사
- 현재 타이틀은 1999년 5월 3일을 기준으로 한다.

| 기수 | 프로그램 타이틀           | 방송 기간                        |
| ---- | ------------------------- | -------------------------------- |
| 1기  | kbc 뉴스 2000             | 1995년 5월 14일 ~ 1997년 3월 2일 |
| 2기  | kbc 뉴스 21 kbc 뉴스 2000 | 1997년 3월 3일 ~ 1997년 6월 29일 |
| 3기  | kbc 뉴스 2000             | 1997년 6월 30일 ~ 1999년 5월 2일 |
| 4기  | kbc 8 뉴스                | 1999년 5월 3일 ~ 현재            |

## 경쟁 프로그램
- KBS 뉴스 9 광주·전남 (KBS 광주 1TV)
- MBC 뉴스데스크 광주·전남 (광주MBC TV)
- MBC 뉴스데스크 목포·전남 (목포MBC TV)
- MBC 뉴스데스크 전남동부권 (여수MBC TV)